# Олио от гроздови семки
Олио от гроздови семки е органичен продукт, мазнина, добита чрез пресоване на семки от грозде.
Олио от гроздови семки все по-често намира приложение в кулинарията. То има висока температура на димност (около 216 °C), което го прави подходящо за високотемпературна обработка на храни. Благодарение на чистия и лек вкус, напоследък става популярно и предимно като салатно олио, за производство на майонеза и др.

## Козметика
Използва се и като масажно масло, както и влиза в състава на много козметични продукти, тъй като притежава регенериращи и рестуктуриращи свойства, които позволяват поддържането на естествения воден баланс на кожата.